# XLIFF
XLIFF ( تنسيق ملف تبادل التوطين XML ) هو تنسيق ثنائي النص يعتمد على لغة التوصيف القابلة للتوسعة XML ، وقد تم إنشاؤه لتوحيد الطريقة التي يتم بها تمرير البيانات القابلة للتوطين بين الأدوات أثناء عملية التوطين ويعتبر تنسيق مشترك لتبادل أدوات CAT .
وقد تشكلت اللجنة الفنية للمشروع XLIFF (TC) لأول مرة في OASIS في ديسمبر 2001 ( وكان الاجتماع الأول في يناير 2002)،  ولكن أول نسخة معتمدة بالكامل من برنامج XLIFF ظهرت كإصدار XLIFF 1.2 في فبراير 2008.
والاصدار الحالي للمواصفات هو v2.1 والتي تم إصدارها في 2018-02-13، وهي متوافقة مع v2.0 التي تم إصدارها في 2014-08-05.
تهدف المواصفة صناعة التوطين للبرمجيات . حيث انها تحدد العناصر والسمات لتخزين المحتوى المستخرج من تنسيقات الملفات الأصلية المختلفة والترجمة المقابلة لها.
وكان الهدف هو تجريد مهارات توطين التطبيقات من المهارات المتعلقة بتنسيقات محددة مثل HTML. 
XLIFF هو جزء من بنية مرجعية مفتوحة للتأليف والتوطين XML ( OAXAL ).

## XLIFF 2.0 والإصدارات الأحدث (تنسيق OASIS المعتمد حاليًا)
تستعد اللجنة الفنية لمواصفة XLIFF حاليًا لبدء العمل على إصدار XLIFF 2.2.  وقبل صنع الإصدار الجديد الرئيسي 2.0، تم جمع التعليقات من مجتمع مستخدمي XLIFF والتي تم دمجها في إصدار الجيل التالي من المعيار.
ثم تم استخدام طريقتين أساسيتين، وهما تجميع قائمة بالإضافات التي يستخدمها صانعو أدوات XLIFF، وتجميع قائمة بميزات XLIFF التي يدعمها كل أداة من أدوات XLIFF.
- استفاد صانعو أدوات XLIFF من آلية التوسعة الخاصة بـ XLIFF من أجل تنفيذ عدد من الميزات. من خلال جمع قائمة بنقاط التمديد هذه وتحليلها للمهام الشائعة، تأمل XLIFF TC في تحسين مواصفات XLIFF 2.0 لتشمل الآليات التي تمكن صانعي الأدوات من دعم هذه الميزات دون استخدام إمكانية التوسعة.
- لقد دعم صانعو أدوات XLIFF مجموعات مختلفة من الميزات في مواصفات XLIFF 1.2.، وانه من خلال تجميع قائمة بهذه الميزات، تأمل لجنة XLIFF TC في تحديد المجالات التي يمكن فيها تحسين مواصفات XLIFF 2.0 لتمكين صانعي الأدوات من دعم المواصفات على نطاق أوسع.

في 13 فبراير 2018، أصبحت مواصفات XLIFF 2.1 معيارًا لـ OASIS. 
في نوفمبر 2017، تمت الموافقة على مواصفات XLIFF 2.0 باعتبارها من مواصفات ISO 21720:2017. 
في 6 أغسطس 2014، أصبحت مواصفات XLIFF 2.0 معيارًا لـ OASIS. 
في 6 مايو 2014، تم نقل مواصفات XLIFF 2.0  إلى معيار Candidate OASIS . 

مثال على مستند XLIFF 2.0:
```
<xliff
 
xmlns=
"urn:oasis:names:tc:xliff:document:2.0"
 
version=
"2.0"

 
srcLang=
"en-US"
 
trgLang=
"ja-JP"
>

 
<file
 
id=
"f1"
 
original=
"Graphic Example.psd"
>

  
<skeleton
 
href=
"Graphic Example.psd.skl"
/>

  
<unit
 
id=
"1"
>

   
<segment>

    
<source>
Quetzal
</source>

    
<target>
Quetzal
</target>

   
</segment>

  
</unit>

  
<unit
 
id=
"2"
>

   
<segment>

    
<source>
An
 
application
 
to
 
manipulate
 
and
 
process
 
XLIFF
 
documents
</source>

    
<target>
XLIFF
 
文書を編集、または処理
 
するアプリケーションです。
</target>

   
</segment>

  
</unit>

  
<unit
 
id=
"3"
>

   
<segment>

    
<source>
XLIFF
 
Data
 
Manager
</source>

    
<target>
XLIFF
 
データ・マネージャ
</target>

   
</segment>

  
</unit>

 
</file>

</xliff>

```

## XLIFF 1.2 - تنسيق قديم
تتكون مستندات XLIFF 1.2  من عنصر < واحد أو أكثر. يتوافق كل عنصر < مع ملف أو مصدر أصلي (مثل جدول قاعدة البيانات). يحتوي < file> على مصدر البيانات القابلة للترجمة، وبمجرد ترجمتها، البيانات المترجمة المقابلة لموقع واحد فقط.
يتم تخزين البيانات القابلة للتحديد في عناصر <trans-unit>. عنصر <trans-unit> يحمل عنصر <source> لتخزين النص المصدر، و عنصر <target> لتخزن أحدث النص المترجم.
عناصر <target> ليست إلزامية.
```
<trans-unit
 
id=
"1"
>

 
<source
 
xml:lang=
"en"
>
Cannot
 
find
 
the
 
file.
</source>

 
<target
 
xml:lang=
"fr"
>
Fichier
 
non
 
trouvé.
</target>

</trans-unit>

```

يوضح المثال أدناه مستند XLIFF يخزن نصًا مستخرجًا من ملف Photoshop (ملف PSD) وترجمته إلى اللغة اليابانية:
```
<xliff
 
xmlns=
"urn:oasis:names:tc:xliff:document:2.0"
 
version=
"2.0"

 
srcLang=
"en-US"
 
trgLang=
"ja-JP"
>

 
<file
 
id=
"f1"
 
original=
"Graphic Example.psd"
>

  
<skeleton
 
href=
"Graphic Example.psd.skl"
/>

  
<unit
 
id=
"1"
>

   
<segment>

    
<source>
Quetzal
</source>

    
<target>
Quetzal
</target>

   
</segment>

  
</unit>

  
<unit
 
id=
"2"
>

   
<segment>

    
<source>
An
 
application
 
to
 
manipulate
 
and
 
process
 
XLIFF
 
documents
</source>

    
<target>
XLIFF
 
文書を編集、または処理
 
するアプリケーションです。
</target>

   
</segment>

  
</unit>

  
<unit
 
id=
"3"
>

   
<segment>

    
<source>
XLIFF
 
Data
 
Manager
</source>

    
<target>
XLIFF
 
データ・マネージャ
</target>

   
</segment>

  
</unit>

 
</file>

</xliff>

```

## روابط خارجية
- ميثاق OASIS XLIFF TC
- موقع اللجنة الفنية لمهرجان OASIS XLIFF على شبكة الإنترنت
- قوائم بريدية XLIFF: قائمة TC ، تعليقات على قائمة TC ، قائمة المستخدمين
- XML في الترجمة: استخدام XLIFF لترجمة المستندات
- مجموعة أدوات التطبيقات متعددة اللغات (MAT) من Microsoft
- مرشحات OpenXLIFF مجموعة مجانية مفتوحة المصدر من مرشحات Java لإنشاء ودمج والتحقق من صحة ملفات XLIFF 1.2 و2.0 و2.1.
- عارض ملفات XLIFF